# Mikania officinalis
Mikania officinalis là một loài thực vật có hoa trong họ Cúc. Loài này được (Mart.) Kuntze miêu tả khoa học đầu tiên năm 1891.